# جيري موسى
جيري موسى (بالإنجليزية: Jerry Moses) هو لاعب كرة قاعدة أمريكي، ولد في 9 أغسطس 1946 في يازو سيتي في الولايات المتحدة، وتوفي في 27 مارس 2018 في هافر هيل في الولايات المتحدة.

## وصلات خارجية
- جيري موسى على موقعبيزبول رفرنس.كوم (الدوري الرئيسي) (الإنجليزية)
- جيري موسى على موقعبيزبول رفرنس.كوم (الدوري الثانوي) (الإنجليزية)